# Poznański Rower Miejski
Poznański Rower Miejski, PRM – system bezobsługowych wypożyczalni rowerów miejskich działający w Poznaniu od kwietnia 2012 do listopada 2022.

## Historia
System został uruchomiony 15 kwietnia 2012 z 7 stacjami bazowymi i 80 rowerami, wykonawcą i operatorem jest Nextbike Polska Sp. z o.o. Na przełomie maja i czerwca 2014 pojawiło się kolejnych 9 stacji i 90 rowerów. W lipcu 2016 system składał się z 61 stacji i 680 rowerów, a rok później z 88 stacji i 923 rowerów.
W roku 2018 system rozbudowano do 113 stacji (w tym cztery sponsorskie). Trzy stacje (Malta Ski, Termy Maltańskie i Rondo Śródka) obsługują rowerki miejskie dla dzieci.
Od 2019 roku systematycznie malała liczba wypożyczeń rowerów w ramach PRM; w połączeniu z konsekwentnym rozwojem miejskiej infrastruktury rowerowej, zwiększonym wykorzystaniem prywatnych rowerów oraz wzrostem popularności publicznych hulajnóg elektrycznych doprowadziło to do wyczerpania się formuły rowerów miejskich. W nocy z 30 listopada na 1 grudnia 2022 roku system został wyłączony. 
Miasto planuje, że po wygaszeniu PRM rowery należące do miasta Poznania zostaną sprawdzone pod kątem technicznym i przekazane m.in. do miejskich jednostek oraz placówek oświatowych. Terminale znajdujące się przy stacjach wypożyczeń oraz stojaki mają zostać wystawione na sprzedaż w późniejszym czasie – w 2023 roku Zarząd Transportu Miejskiego w Poznaniu ogłosi przetarg.
| data otwarcia    | stacje | liczba stacji | liczba rowerów |
| ---------------- | --- | ------------- | -------------- |
| 15 kwietnia 2012 | Most Teatralny, Poznań Główny, ul. 27 Grudnia, Rondo Śródka, Rondo Rataje, ul. Półwiejska/Stary Browar, Małe Garbary/Garbary | 7             | 80             |
| 30 kwietnia 2014 | Brama Poznania ICHOT | 1             | 10             |
| 31 maja 2014     | Sobieskiego - pętla PST, Wydział Nauk Geograficznych - Dzięgielowa, Słowiańska PST, Rynek Wildecki, Rynek Jeżycki, Bukowska/Przybyszewskiego, Pętla Ogrody, Park Wilsona (opóźnione uruchomienie) | 8             | 80             |
| 13 lipca 2015    | Centrum Wykładowe Piotrowo Politechniki Poznańskiej, Park Sołacki, ul. Głogowska/ul.Hetmańska, Dębiec (pętla tramwajowa), ul. Grunwaldzka/ul. Grochowska, Górczyn (pętla tramwajowa), rondo Starołęka, rondo Solidarności, AWF, Dworzec autobusowy Jana III Sobieskiego, Pływalnia UAM, Wydział Matematyki i Informatyki UAM, Wydział Nauk Politycznych i Dziennikarstwa UAM | 14            | 170            |
| 31 lipca 2015    | Osiedle Lecha, Nowe Zoo, Garbary, Wilczak (pętla tramwajowa), ul. Traugutta, Malta Ski, ul. Zielona | 7             | 90             |